# Disco Tango
Pour les articles homonymes, voir Celebrate.
Chansons représentant le Danemark au Concours Eurovision de la chanson
Boom Boom
(1978) Tænker altid på dig
(1980)
Disco Tango est la chanson représentant le Danemark au Concours Eurovision de la chanson 1979. Elle est interprétée par Tommy Seebach.
La chanson est la troisième de la soirée, suivant Raggio di luna interprétée par Matia Bazar pour l'Italie et précédant Happy Man interprétée par Cathal Dunne pour l'Irlande.
Les choristes sont Debbie Cameron, Michael Elo et Ianne Elo. Ils reviendront pour Krøller eller ej, la chanson représentant le Danemark au Concours Eurovision de la chanson 1981, interprétée par Tommy Seebach et Debbie Cameron.
À la fin des votes, elle obtient 76 points et finit à la sixième place sur dix-neuf participants.